# Puchar Świata w narciarstwie alpejskim 2014/2015
Sezon 2014/2015 Pucharu Świata w narciarstwie alpejskim rozpoczął się 25 października 2014 tradycyjnie w austriackim Sölden, następne starty miały miejsce 15 i 16 listopada w Levi. Ostatnie zawody z tego cyklu zostały rozegrane między 16 a 22 marca 2015 we francuskim Méribel. Zostało rozegranych 32 konkurencji dla kobiet i 37 konkurencji dla mężczyzn.
W lutym zostały rozegrane (niezaliczane do klasyfikacji PŚ) 43. Mistrzostwa świata w narciarstwie alpejskim, które odbyły się w amerykańskich miastach Vail i Beaver Creek. 

## Puchar Świata w narciarstwie alpejskim kobiet
Wśród kobiet puchar świata z sezonu 2013/14 obroniła Austriaczka Anna Fenninger
W poszczególnych klasyfikacjach triumfowały:
- zjazd  Lindsey Vonn
- slalom  Mikaela Shiffrin
- gigant  Anna Fenninger
- supergigant  Lindsey Vonn
- superkombinacja  Anna Fenninger

## Puchar Świata w narciarstwie alpejskim mężczyzn
Wśród mężczyzn Puchar świata z sezonu 2013/14 obronił Austriak Marcel Hirscher
W poszczególnych klasyfikacjach triumfowali:
- zjazd  Kjetil Jansrud
- slalom  Marcel Hirscher
- gigant  Marcel Hirscher
- supergigant  Kjetil Jansrud
- superkombinacja  Carlo Janka